# Partit de l'Aliança de Joves, Obrers i Pagesos d'Angola
El Partit de l'Aliança de Joves, Obrers i Pagesos d'Angola o (Pajoca, abreviatura de Partido da Aliança Juventude, Operários e Camponeses de Angola) és un partit opositor d'Angola. El president de Pajoca és Alexandre Sebastião André i el secretari general és Jesus Kabanga. El partit va ser fundat a Luanda, al 19 de gener del 1991.
Pajoca recolza la lluny d'assolir autonomia per l'enclavament de Cabinda.
A les eleccions del 1992 Pajoca va rebre 13.924 vots (0,35%) i va aconseguir un MP elegit, Alexandre Sebastião André. A les eleccions presidencials, PAJOCA va donar suport al candidat del MPLA.
El 1998 hi va haver una crisi interna a Pajoca, amb el llavors president Sebastião Miguel Tetembwa expulsant Alexandre Sebastião André. El primer congrés del partit va ser convocat, el qual va escollir Alexandre Sebastião André com al nou president. El congrés també va aprovar una nova constitució pel partit.
L'organització feminista de Pajoca es coneix com a Organização da mulher do Pajoca - OMI-PA.